# Guéyo
Guéyo è una città, sottoprefettura e comune della Costa d'Avorio, situata nella regione di Nawa. È capoluogo dell'omonimo dipartimento e conta una popolazione di 39 213 abitanti (censimento 2014).

## Villaggi
I diciannove villaggi della sottoprefettura di Guéyo e la loro popolazione nel 2014 sono:
| - Brétihio (3 859) - Dagouayo (289) - Godiayo 1 (74) - Guéyo (11 633) - Kossoyo (1 191) | - Tchédjélé (938) - Bangalidougou (1248) - Bobouo 2 (3 077) - Bodouhio (2 695) - Bodouhio-Bloc (1420) | - Godiayo (2 500) - Lahouridou 1 (1 064) - Lahouridou 2 (1 081) - Niorouhio (5 350) - Tagbayo 1 (1 289) | - Tagbayo 2 (598) - Tagbayo-Dioulabougou (1 432) - Ziwayo 1 (1 426) - Ziwayo 2 (49) |